# Hetaretachi yo
„Hetaretachi yo” (jap. ヘタレたちよ) – siódmy singel japońskiego zespołu STU48, wydany w Japonii 20 października 2021 roku przez You! Be Cool.
Singel został wydany w pięciu edycjach: dwóch regularnych i dwóch limitowanych (Type A, Type B) oraz „teatralnej” (CD). Osiągnął 1 pozycję w rankingu Oricon i pozostał na liście przez 9 tygodni. Singel zdobył status platynowej płyty.

## Lista utworów
Wszystkie utwory zostały napisane przez Yasushiego Akimoto.

### Type A
| CD | CD                                                                       | CD                          | CD                   | CD      |
| Nr | Tytuł utworu                                                             | Kompozycja                  | Aranżacja            | Długość |
| -- | ------------------------------------------------------------------------ | --------------------------- | -------------------- | ------- |
| 1. | „Hetaretachi yo” (jap. ヘタレたちよ)                                     | A-NOTE, N-Sound             | Yūichi "Masa" Nonaka | 4:49    |
| 2. | „Kōkai nanka aru wakenai” (jap. 後悔なんかあるわけない)                  | Yūya Suzuki, Ayato Fujiwara | Makoto Wakatabe      | 4:33    |
| 3. | „Hetaretachi yo” (jap. ヘタレたちよ) (off vocal ver.)                    | A-NOTE, N-Sound             | Yūichi "Masa" Nonaka | 4:49    |
| 4. | „Kōkai nanka aru wakenai” (jap. 後悔なんかあるわけない) (off vocal ver.) | Yūya Suzuki, Ayato Fujiwara | Makoto Wakatabe      | 4:33    |

| DVD | DVD | DVD     |
| Nr  | Tytuł utworu | Długość |
| --- | --- | ------- |
| 1.  | „Hetaretachi yo” (jap. ヘタレたちよ) (Music Video)                                                                                             |         |
| 2.  | „Music Video Making ~Ken'nin kaijo to naru, okada nana ni yoseru omoi~” (jap. Music Video メイキング ～兼任解除となる、岡田奈々に寄せる思い～) |         |

### Type B
| CD | CD                                                                       | CD              | CD                   | CD      |
| Nr | Tytuł utworu                                                             | Kompozycja      | Aranżacja            | Długość |
| -- | ------------------------------------------------------------------------ | --------------- | -------------------- | ------- |
| 1. | „Hetaretachi yo” (jap. ヘタレたちよ)                                     | A-NOTE, N-Sound | Yūichi "Masa" Nonaka | 4:49    |
| 2. | „Yume o garasubin no naka ni” (jap. 夢をガラス瓶の中に)                  | Tōru Irie       | Tōru Irie            | 4:39    |
| 3. | „Hetaretachi yo” (jap. ヘタレたちよ) (off vocal ver.)                    | A-NOTE, N-Sound | Yūichi "Masa" Nonaka | 4:49    |
| 4. | „Yume o garasubin no naka ni” (jap. 夢をガラス瓶の中に) (off vocal ver.) | Tōru Irie       | Tōru Irie            | 4:39    |

| DVD | DVD                                                                                                   | DVD     |
| Nr  | Tytuł utworu                                                                                          | Długość |
| --- | --- | ------- |
| 1.  | „Hetaretachi yo” (jap. ヘタレたちよ) (Music Video)                                                    |         |
| 2.  | „Special taidan ~Okada nana to ohanashi shimashita~” (jap. スペシャル対談 ～岡田奈々とお話しました～) |         |

### Wer. teatralna
| CD | CD                                                               | CD                 | CD                   | CD      |
| Nr | Tytuł utworu                                                     | Kompozycja         | Aranżacja            | Długość |
| -- | ---------------------------------------------------------------- | ------------------ | -------------------- | ------- |
| 1. | „Hetaretachi yo” (jap. ヘタレたちよ)                             | A-NOTE, N-Sound    | Yūichi "Masa" Nonaka | 4:49    |
| 2. | „Ki ni naranai kodoku” (jap. 気にならない孤独) (wyk. Yura Ikeda) | Masahiro Mizoguchi | Masahiro Mizoguchi   |         |
| 3. | „Hetaretachi yo” (jap. ヘタレたちよ) (off vocal ver.)            | A-NOTE, N-Sound    | Yūichi "Masa" Nonaka | 4:49    |
| 4. | „Ki ni naranai kodoku” (jap. 気にならない孤独) (off vocal ver.)  | Masahiro Mizoguchi | Masahiro Mizoguchi   |         |

## Skład zespołu
| „Hetaretachi yo” |
| --- |
| - STU48 1 gen.: Chiho Ishida, Minami Ishida, Mitsuki Imamura, Hina Iwata, Kokoa Kai, Miyuna Kadowaki, Yumiko Takino (środek), Akari Fukuda, Honoka Yano - AKB48 Team 4 / STU48 1 gen.: Nana Okada - STU48 3 gen. Draft: Yūka Oki, Mai Nakamura - STU48 Kenkyūsei: Aiko Kojima, Sayaka Takao, Miho Tanaka, Momoka Rissen |

| „Kōkai nanka aru wakenai” |
| --- |
| Piosenka jest wykonywana przez wszystkie członkinie STU48 w momencie wydania. - STU48 1 gen.: Chiho Ishida, Minami Ishida, Mitsuki Imamura, Hina Iwata, Kokoa Kai, Miyuna Kadowaki, Miyu Sakaki, Yumiko Takino, Mahina Taniguchi, Aoi Hyōdō, Akari Fukuda, Arisa Mineyoshi, Maiha Morishita, Honoka Yano - AKB48 Team 4 / STU48 1 gen.: Nana Okada - STU48 3 gen. Draft: Yūka Oki, Soraha Shinano, Mai Nakamura - STU48 Kenkyūsei: Yura Ikeda, Miria Imaizumi, Rine Utsumi, Serika Osaki, Anna Kawamata, Yūna Kawamata, Riko Kudō, Aiko Kojima, Himeka Sako, Sara Shimizu, Ayaka Suzuki, Sayaka Takao, Reika Taguchi, Miho Tanaka, Yayoi Nakahiro, Sayaka Harada, Yurina Minami, Rika Muneyuki, Rinko Yoshizaki, Sara Yoshida, Momoka Rissen, Natsuki Watanabe |

| „Yume o garasubin no naka ni” |
| --- |
| - STU48 1 gen.: Miyu Sakaki, Mahina Taniguchi, Aoi Hyōdō, Akari Fukuda - STU48 3 gen. Draft: Yūka Oki, Mai Nakamura - STU48 Kenkyūsei: Anna Kawamata, Miho Tanaka, Yayoi Nakahiro, Rika Muneyuki, Rinko Yoshizaki, Momoka Rissen |

## Notowania
| Lista                             | Pozycja |
| --------------------------------- | ------- |
| Oricon Weekly Singles Chart       | 1       |
| Oricon Yearly Singles Chart       | 39      |
| Billboard Japan Hot 100           | 2       |
| Billboard Japan Hot Singles Sales | 2       |

## Sprzedaż
| Dane wg         | Sprzedaż |
| --------------- | -------- |
| Oricon          | 216 780+ |
| Billboard Japan | 275 811+ |